# Цыбикова, Баярма Бальчиновна
Баярма́ Бальчи́новна Цы́бикова ― российская бурятская танцовщица, Заслуженная артистка Республики Бурятия, солистка Бурятского государственного академического театра оперы и балета имени народного артиста СССР Г.Ц. Цыдынжапова.

## Биография
Родилась 27 июля 1977 года в Улан-Удэ, Бурятская АССР, РСФСР.
В 1998 году окончила с отличием Бурятское государственное хореографическое училище. Во время учёбы в училище танцевала на сцене Бурятского академического театра оперы и балета па-де-де Дианы и Актеона из балета «Эсмеральда» Цезаря Пуни, Седьмой вальс и Мазурку из балета «Шопениана» на музыку Фредерика Шопена, па-де-де из балета «Корсар» Р. Дриго, которые являются шедеврами мировой хореографии.
После училища уехала в Калмыкию работать по приглашению президента республики Кирсана Илюмжинова солисткой балета в Муниципальном театре классического балета «Элиста».
В 2002 году в городе Казань приняла участие в Международном конкурсе артистов балета. После этого ею, как перспективную балерину, пригласили в Москву солисткой балета в труппу «THE MOSKOW CITY BALLET» под руководством В.В. Смирнова-Голованова. 
В 2004 году Баярма Цыбикова приняла вернулась в родной театр. В 2010 году окончила Академию русского балета им. А.Я. Вагановой.
Танцевала в таких партиях как Одетта-Одиллия в балете «Лебединое озеро» П. Чайковского, Мирта в «Жизели» А. Адана, Леди Макбет в балете К. Молчанова «Макбет», Шехерезада в балете «Тысяча и одна ночь» Фикрета Амиров, Актриса в балете «Король вальса» на музыку Иоганна Штрауса, Нэж в балете «Юки», Фея в «Арлекинаде» Гаэтано Доницетти, «Пенелопа» (заглавная партия) и многие другие. 
Балет «Пенелопа» создавался специально для Баярмы Цыбиковой, автора проекта «Перетекающие миры», куда вошли балеты «Пенелопа» и «В точку». Балетмейстер-постановщик этого Пётр Базарон сказал в одном из интервью:

«Исходя из характеристик Баярмы, мы создавали постановку, которая подчеркнёт качества Баярмы — это, прежде всего, интеллектуальный танец, когда человек не просто танцует, а наполняет движения какими-то переживаниями».— 
В 2014 году артистка курировала новый театральный проект — постановку спектакля «Намжил», основанного на стихах Намжила Нимбуева. Режиссёром-балетмейстером был Пётр Базарон (Санкт-Петербург).
Принимала участие во II и III Международном фестивале балетного искусства имени Народной артистки СССР Ларисы Сахьяновой и Народного артиста РСФСР Петра Абашеева в Улан-Удэ в 2005 и 2013 годах. Участница III Байкальского Рождественского фестиваля в г. Северобайкальске в январе 2012 года.
Гастролировала вместе с труппой театра по России: Волгодонск, Белая Калитва, Астрахань, Иркутск, Чита, Хабаровск, Южно-Сахалинск, Томск и др. Также выезжала в зарубежные гастроли: Украина, Монголия, Великобритания, Тайвань и др.
С 2007 года преподаёт классический танец в Бурятском хореографическом училище (ныне Бурятский республиканский хореографический колледж имени Ларисы Сахьяновой и Петра Абашеева). Одна из её учениц Галсана Доржиева участвовала в Международном конкурсе-фестивале «ТанцОлимп» в Берлине и стала его дипломантом.
Награждалась грамотами Министерства культуры РБ и Союза театральных деятелей Бурятии. В 2011 году награждена Почётной грамотой Республики Бурятия. В 2012 году балерина получила Государственную премию Республики Бурятия — за исполнение соло в одноактных балетах «In Tandem» С. Райха, «Souvenir du Bach» и «Dzambuling» А. Лубченко (2011, хореография и постановка Питера Куанца).
За вклад в развитие национального балетного искусства Баярма Бальчиновна Цыбикова была удостоена почётного звания «Заслуженная артистка Республики Бурятия».

## Театральный репертуар
- Одетта-Одиллия, па-де-труа, Невесты, Большие лебеди («Лебединое озеро» П. Чайковского)
- Соло в Памирском танце («Красавица Ангара» Л. Книппера, Б. Ямпилова)
- Шехерезада, Птица Рухх («Тысяча и одна ночь» Ф. Амирова)
- Мирта («Жизель» А. Адана)
- Фея («Арлекинада» Г. Доницетти)
- Подружки («Ромео и Джульетта» Сергей Прокофьев|Сергея Прокофьева)
- Актриса, соло в Персидском танце («Король вальса» на музыку И. Штрауса)
- Наина, соло в дивертисменте («Руслан и Людмила» М. Глинки)
- Леди Макбет («Макбет» К. Молчанова)
- Тарантелла («Кармина Бурана» К. Орфа)
- Подружки («Анна на шее» В. Гаврилина)